# ارسکنای سفلی
ارسکنای سفلی یکی از روستاهای استان آذربایجان شرقی است که در دهستان چاراویماق جنوب غربی بخش مرکزی شهرستان چاراویماق واقع شده‌است.این روستا ۱۳۹ نفر جمعیت دارد.